# Hadrotarsus ornatus
Hadrotarsus ornatus là một loài nhện trong họ Theridiidae.
Loài này thuộc chi Hadrotarsus. Hadrotarsus ornatus được Vernon Victor Hickman miêu tả năm 1943.